# Darmstädter Signal

Logo

Der Arbeitskreis Darmstädter Signal (Ak-DS) ist ein Zusammenschluss aktiver und ehemaliger Offiziere, Unteroffiziere und Zivilbeschäftigter der Bundeswehr, die sich der Friedensbewegung verbunden fühlen. Sprecher des Arbeitskreises ist Major a. D. Florian Pfaff. Die Mitglieder des Arbeitskreises verfolgen die Politik in und um die Bundeswehr kritisch, lehnen diese jedoch nicht ab. Für das Darmstädter Signal besteht die Rolle der Bundeswehr darin, die freiheitliche demokratische Grundordnung der Bundesrepublik nach strenger Auslegung internationaler Gesetze zu verteidigen. Die innere Verfasstheit einer deutschen Armee soll daher den Prinzipien der Inneren Führung folgen. Auslandseinsätze sollen nur nach dem Scheitern aller friedlichen Konfliktlösungsversuche durch UN-mandatierte Einsätze möglich sein.
Durch Informationsveranstaltungen, Vorträge, interne und öffentliche Diskussionen versucht der Arbeitskreis, Missstände zu kritisieren und Alternativvorschläge zu erarbeiten.

## Geschichte
Er wurde im September 1983 in Darmstadt von 20 Offizieren und Unteroffizieren gegründet. Hauptkritikpunkt eines dort erarbeiteten  friedenspolitischen Aufrufs Darmstädter Signal war die mit dem NATO-Doppelbeschluss verbundene Stationierung neuer Atomraketen in Mitteleuropa. Bis heute fordert der Arbeitskreis den Abbau aller Massenvernichtungswaffen und den Abzug der US-Atomwaffen in Deutschland. Daneben wird die konsequente Umsetzung des defensiven Charakters der Bundeswehr und die Verringerung der Rüstungsexporte in Länder der sogenannten Dritten Welt gefordert. Heute gehören dem Arbeitskreis ca. 130 Mitglieder und 200 Unterstützer im Förderkreis an. Jährlich finden 3–5 Wochenendseminare statt, um Positionen zu erarbeiten und durch Vorträge auf neue Entwicklungen aufmerksam zu machen. Sprecher des Ak-DS war Oberstleutnant a. D. Helmuth Prieß.
Am 15.  März 1986 wurde von Unterstützern der Soldaten ein Förderkreis gegründet. Dieser unterstützt ideell und finanziell durch Spenden- und Mitgliedsbeiträge die Arbeit des Darmstädter Signals. Zahlreiche Persönlichkeiten aus Politik, Wissenschaft und Kultur sind Mitglied, darunter mehrere frühere Bundesminister, aktive und ehemalige Bundestagsabgeordnete aus verschiedenen Parteien und auch mehrere ehemalige Generale der Bundeswehr. Vorsitzende des Förderkreises waren u. a. Horst-Eberhard Richter, Gernot Erler und Konrad Gilges. Von Herbst 2013 bis Herbst 2019 hatte Generaloberstabsarzt a. D. Karl Wilhelm Demmer den Vorsitz inne.
Nachdem 2019, nach vierjähriger Amtszeit, der damalige Vorsitzende, Hauptmann d.R. Florian Kling, den Antrag auf Auflösung des Darmstädter Signals gestellt hatte, lehnten  sechs der neun anwesenden Stimmberechtigten den Antrag ab und beschlossen die Fortführung des Vereines. Kling trat daraufhin zurück. Major a. D.  Florian Pfaff wurde sein Nachfolger, Oberstleutnant a. D. Jürgen Rose übernahm den  Fördervereinsvorsitz. Kling bezweifelte 2019, dass die Organisation noch eine Renaissance erleben werde und sagte „ein Ende auf Raten“ voraus. Mitglieder sehen als Ursache der Nachwuchsprobleme des Arbeitskreises unter anderem die harsche Diskussionskultur mancher altgedienter Mitglieder, die für mögliche Neumitglieder eine abschreckende Wirkung zeige.
Nachdem DS-Sprecher Pfaff als Hauptredner bei der Abschlusskundgebung des Oldenburger Ostermarsches 2022 vor dem Hintergrund des russischen Überfalles auf die Ukraine die NATO als  „Verbrecherbündnis“ bezeichnete, distanzierten sich die Veranstalter von der Aussage.